# اشتراک‌گذاری قدرت
اشتراک‌گذاری قدرت (به انگلیسی: Power sharing) یک روش در حل منازعه است که طی آن، گروه‌های مختلف توافق می‌کنند که قدرت سیاسی، نظامی یا اقتصادی را بر اساس قواعد مشخصی میان خود توزیع کنند. این روش می‌تواند شامل هرگونه چارچوب رسمی یا توافق غیررسمی میان گروه‌های درگیر برای تنظیم توزیع قدرت باشد.
از زمان پایان جنگ سرد، سیستم‌های اشتراک‌گذاری قدرت به شیوه‌ای متداول برای توافق‌نامه‌های صلح در شرایط درگیری مسلحانه تبدیل شده‌اند.
دو نظریهٔ رایج در حوزهٔ اشتراک‌گذاری قدرت عبارت‌اند از هم‌زیستی مشارکتی سیاسی (Consociationalism) و مرکزگرایی (Centripetalism).

## ابعاد اشتراک‌گذاری قدرت
به طور کلی، توافق‌نامه‌های اشتراک قدرت شامل یک یا چند مورد از ابعاد زیر هستند: سیاسی، اقتصادی، نظامی یا کنتر‌ل سرزمینی.
اشتراک‌گذاری قدرت سیاسی شامل قواعدی دربارهٔ نحوهٔ توزیع مناصب سیاسی و سازوکارهای تصمیم‌گیری است. مثلاً ممکن است همهٔ احزاب مهم به طور هم‌زمان در دولت شرکت داده شوند (ائتلاف بزرگ)، یا دوره‌ای نخست‌وزیری میان احزاب مختلف چرخشی باشد. همچنین، نمایندگی تناسبی در سیستم انتخاباتی باعث مشارکت اقلیت‌ها در قدرت می‌شود.
اشتراک‌گذاری قدرت اقتصادی نیز به معنی توزیع منابع عمومی بر اساس نسبت جمعیتی گروه‌هاست. در برخی کشورها، دستیابی به مناصب سیاسی با فرصت‌های اقتصادی همراه است و لذا عدالت در توزیع قدرت سیاسی، موجب عدالت اقتصادی نیز می‌شود.

## نظریه‌های اشتراک‌گذاری قدرت
نظریه‌های اشتراک قدرت در دو سطح تجربی و هنجاری به بررسی کارایی این روش در مدیریت اختلافات در جوامع چندپاره می‌پردازند. دو نظریهٔ مهم در این زمینه، «هم‌زیستی مشارکتی سیاسی» و «مرکزگرایی» هستند. هرکدام از این نظریه‌ها مدل‌های متفاوتی برای تقسیم قدرت پیشنهاد می‌کنند؛ برای مثال، لیپ‌هارت در مدل هم‌زیستی، بر نمایندگی تناسبی تأکید دارد، در حالی که مدل مرکزگرا، رأی‌گیری جایگزین را ترجیح می‌دهد.
برخی دانشمندان علوم سیاسی بر این باورند که اشتراک قدرت می‌تواند احتمال بروز درگیری را در جوامع چندقومیتی کاهش دهد.

### هم‌زیستی مشارکتی سیاسی
هم‌زیستی مشارکتی سیاسی (به انگلیسی: Consociationalism) نوعی دموکراسی مبتنی بر اشتراک قدرت است. این مدل زمانی به کار می‌رود که یک کشور دارای شکاف‌های عمیق مذهبی، قومی یا زبانی باشد و هیچ‌کدام از گروه‌ها اکثریت نداشته باشند. در این شرایط، نخبگان گروه‌ها از طریق همکاری سیاسی و توافق‌های نهادینه، ثبات را برقرار می‌کنند.
اهداف این مدل عبارت‌اند از: ثبات حکومت، تداوم دموکراسی، پرهیز از خشونت، و تضمین حقوق اقلیت‌ها در ساختار سیاسی و اقتصادی کشور.

### مرکزگرایی
مرکزگرایی (یا ادغام‌گرایی) (به انگلیسی: Centripetalism) رویکردی دیگر به اشتراک قدرت در جوامع چندپاره است که هدف آن تضعیف اهمیت هویت‌های قومی در سیاست و تقویت احزاب فرااقوامی است. تمرکزگرایی به‌جای تقسیم قدرت بین گروه‌ها، می‌کوشد از طریق اصلاح نهادهای انتخاباتی و مشوق‌های سیاسی، گروه‌ها را به همکاری میان‌قومی و تعدیل دیدگاه‌ها سوق دهد. برای مثال، این رویکرد از رأی‌گیری جایگزین یا سیستم‌های انتخاباتی مشوق ائتلاف حمایت می‌کند.

## اشتراک قدرت پس از جنگ‌های داخلی
مطالعه‌ای در سال ۲۰۲۴ نشان داد که دولت‌هایی که پس از جنگ داخلی توسط یک گروه شورشی متحد تشکیل می‌شوند، معمولاً دوام بیشتری دارند. در مقابل، دولت‌هایی که از ائتلاف چند گروه شورشی تشکیل می‌شوند، به‌دلیل بی‌اعتمادی و نقض توافق‌ها، بیشتر دچار فروپاشی مجدد می‌شوند.

## نمونه‌ها
نمونه‌های تاریخی اولیه از اشتراک قدرت عبارت‌اند از صلح آوگسبورگ و صلح وستفالی. همچنین، توافق‌نامه جمعه خوب در سال ۱۹۹۸ در ایرلند شمالی از نمونه‌های معروف مدرن اشتراک قدرت به‌شمار می‌رود.
از نمونه‌های کلاسیک هم‌زیستی مشارکتی می‌توان به هلند (۱۹۱۷–۱۹۶۷)، بلژیک (از ۱۹۱۸ تاکنون) و لبنان (از ۱۹۴۳) اشاره کرد.
از نمونه‌های مرکزگرایی می‌توان به فیجی (۱۹۹۹–۲۰۰۶)، ایرلند شمالی (۱۹۷۳–۱۹۷۴)، پاپوا گینه نو، سریلانکا، اندونزی، کنیا و نیجریه اشاره کرد.